# Ruprecht Miller

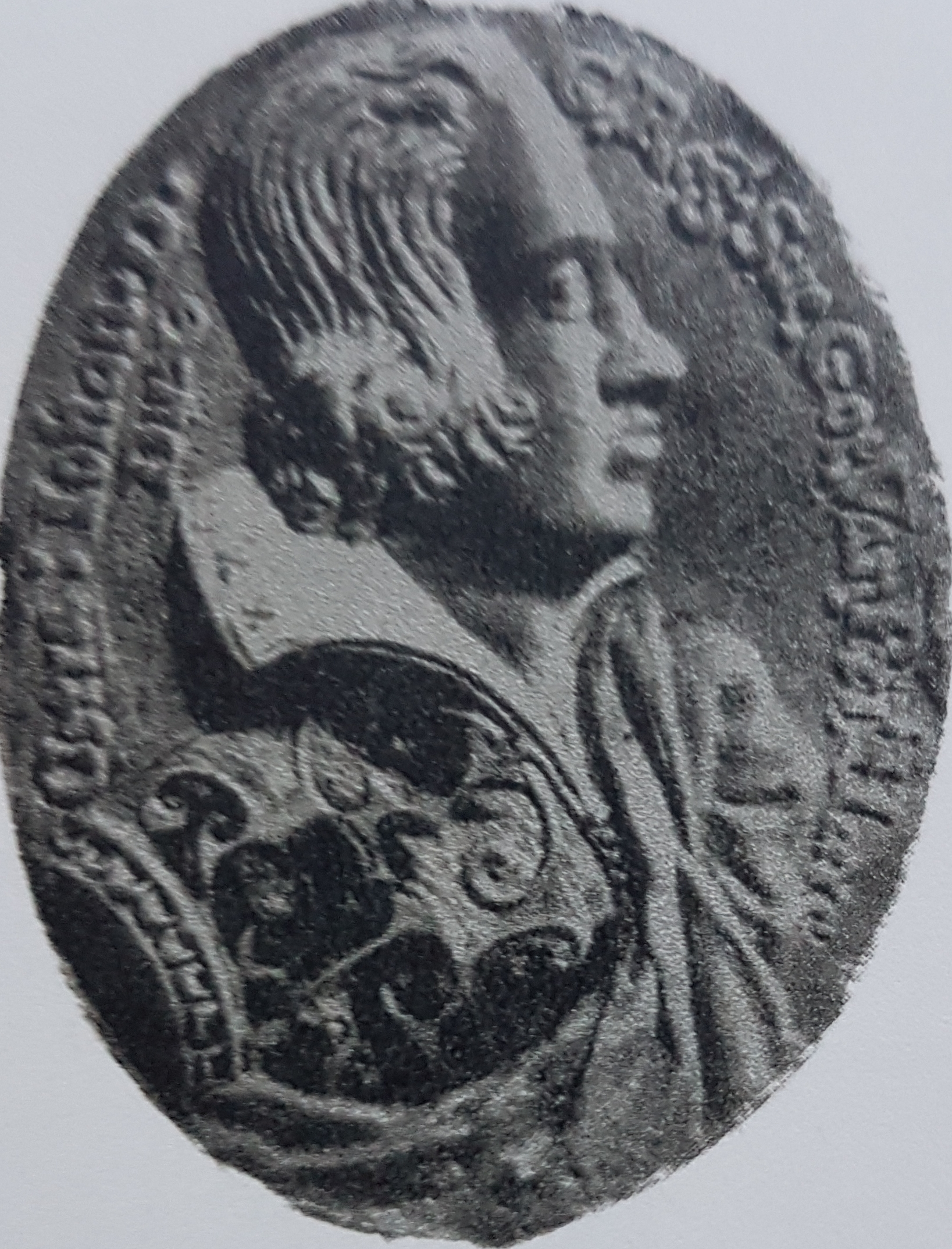
Hertig Johan medalj skapad av Ruprecht Miller 1610

Ruprecht Miller, död 1630 eller senare, var en tysk-svensk guldsmed och medaljgravör.
Ruprecht Miller är känd första gången 1606, då han befann sig i Hamburg. Han stod då i begrepp att resa till Sverige efter att ha anställts som guldsmed hos Kristina av Holstein-Gottorp. Ett av hans första arbeten i Sverige blev en Kristina av Holstein-Gottorps krona; delar av denna finns bevarade i Karl (X) Gustavs arvfurstekrona. Han kom senare att arbeta i Stockholm för Karl IX och Gustav II Adolf. Andra arbeten av hans hand är Jehovatecknet på en furstlig ordenskedja från 1606, de rikt smyckade sadelbeslag som beställdes av Karl IX men levererades först till hans änka 1631, två ägretter utförda för Karl IX:s kröning och de tre regalierna för Maria Eleonora av Brandenburg
Ruprecht Miller har även utfört en rad medaljer. En medalj över Karl IX med Gustav Adolf och Karl Filip på frånsidan från 1609 kan genom dokumentation kopplas till honom, och genom stiljämförelser med denna kan de flesta av de svenska medaljerna präglade 1609–1619 tillskrivas honom. Ruprecht Miller räknas till en av de skickligaste guldsmederna som verkat i Sverige.